# Norvégia az 1972. évi téli olimpiai játékokon
Norvégia a japán Szapporóban megrendezett 1972. évi téli olimpiai játékok egyik részt vevő nemzete volt. Az országot az olimpián 8 sportágban 67 sportoló képviselte, akik összesen 12 érmet szereztek.

## Érmesek
| Érem  | Versenyző                                      | Sportág        | Versenyszám                  |
| ----- | ---------------------------------------------- | -------------- | ---------------------------- |
| Arany | Magnar Solberg                                 | Biatlon        | Férfi 20 km egyéni indításos |
| Arany | Pål Tyldum                                     | Sífutás        | Férfi 50 km                  |
| Ezüst | Roar Grønvold                                  | Gyorskorcsolya | Férfi 1500 m                 |
| Ezüst | Roar Grønvold                                  | Gyorskorcsolya | Férfi 5000 m                 |
| Ezüst | Pål Tyldum                                     | Sífutás        | Férfi 30 km                  |
| Ezüst | Magne Myrmo                                    | Sífutás        | Férfi 50 km                  |
| Ezüst | Oddvar Brå Pål Tyldum Ivar Formo Johs Harviken | Sífutás        | Férfi 4 × 10 km váltó        |
| Bronz | Sten Stensen                                   | Gyorskorcsolya | Férfi 5000 m                 |
| Bronz | Sten Stensen                                   | Gyorskorcsolya | Férfi 10 000 m               |
| Bronz | Ivar Formo                                     | Sífutás        | Férfi 15 km                  |
| Bronz | Johs Harviken                                  | Sífutás        | Férfi 30 km                  |
| Bronz | Inger Aufles Aslaug Dahl Berit Mørdre          | Sífutás        | Női 3 × 5 km váltó           |

## Alpesisí
Férfi
| Versenyző        | Versenyszám      | Selejtező | Selejtező | Döntő         | Döntő         | Döntő         | Döntő         | Döntő      | Döntő      |
| Versenyző        | Versenyszám      | Selejtező | Selejtező | 1. futam      | 1. futam      | 2. futam      | 2. futam      | Összesítés | Összesítés |
| Versenyző        | Versenyszám      | Idő       | Hely.     | Idő           | Hely.         | Idő           | Hely.         | Idő        | Helyezés   |
| ---------------- | ---------------- | --------- | --------- | ------------- | ------------- | ------------- | ------------- | ---------- | ---------- |
| Peik Christensen | Lesiklás         |           |           |               |               |               |               | 1:59,71    | 36.        |
| Peik Christensen | Műlesiklás       | 1:45,36   | 12.       | kizárták      | kizárták      | kiesett       | kiesett       | kiesett    | kiesett    |
| Peik Christensen | Óriás-műlesiklás |           |           | 1:38,27       | 33.           | 1:40,42       | 17.           | 3:18,69    | 23.        |
| Erik Håker       | Lesiklás         |           |           |               |               |               |               | 1:53,16    | 5.         |
| Erik Håker       | Műlesiklás       | kizárták  | kizárták  | nem ért célba | nem ért célba | kiesett       | kiesett       | kiesett    | kiesett    |
| Erik Håker       | Óriás-műlesiklás |           |           | 1:31,70       | 1.            | nem ért célba | nem ért célba | kiesett    | kiesett    |
| Otto Tschudi     | Műlesiklás       | kizárták  | kizárták  | kizárták      | kizárták      | kiesett       | kiesett       | kiesett    | kiesett    |
| Otto Tschudi     | Óriás-műlesiklás |           |           | 1:57,42       | 50.           | kizárták      | kizárták      | kiesett    | kiesett    |

Női
| Versenyző             | Versenyszám      | 1. futam      | 1. futam      | 2. futam      | 2. futam      | Összesítés | Összesítés |
| Versenyző             | Versenyszám      | Idő           | Hely.         | Idő           | Hely.         | Idő        | Helyezés   |
| --------------------- | ---------------- | ------------- | ------------- | ------------- | ------------- | ---------- | ---------- |
| Anne Brusletto        | Műlesiklás       | nem ért célba | nem ért célba | kiesett       | kiesett       | kiesett    | kiesett    |
| Anne Brusletto        | Óriás-műlesiklás |               |               |               |               | 1:34,43    | 19.        |
| Karianne Christiansen | Lesiklás         |               |               |               |               | 1:41,25    | 21.*       |
| Karianne Christiansen | Műlesiklás       | 52,59         | 24.           | nem ért célba | nem ért célba | kiesett    | kiesett    |
| Karianne Christiansen | Óriás-műlesiklás |               |               |               |               | 1:37,18    | 27.        |
| Toril Førland         | Lesiklás         |               |               |               |               | 1:40,25    | 11.        |
| Toril Førland         | Műlesiklás       | 47,75         | 10.           | 48,01         | 11.           | 1:35,76    | 9.*        |
| Toril Førland         | Óriás-műlesiklás |               |               |               |               | 1:34,15    | 17.        |
| Gyri Sørensen         | Lesiklás         |               |               |               |               | 1:40,77    | 17.        |
| Gyri Sørensen         | Műlesiklás       | kizárták      | kizárták      | kiesett       | kiesett       | kiesett    | kiesett    |
| Gyri Sørensen         | Óriás-műlesiklás |               |               |               |               | 1:37,32    | 28.        |

* - egy másik versenyzővel azonos eredményt ért el

## Biatlon
| Versenyző                                                | Versenyszám      | Lövőhiba | Időeredmény | Helyezés |
| -------------------------------------------------------- | ---------------- | -------- | ----------- | -------- |
| Kåre Hovda                                               | 20 km egyéni     | 6        | 1:22:20,37  | 18.      |
| Magnar Solberg                                           | 20 km egyéni     | 2        | 1:15:55,50  |          |
| Tor Svendsberget                                         | 20 km egyéni     | 3        | 1:18:26,54  | 8.       |
| Ragnar Tveiten                                           | 20 km egyéni     | 7        | 1:24:19,91  | 29.      |
| Tor Svendsberget Kåre Hovda Ivar Nordkild Magnar Solberg | 4 × 7,5 km váltó | 7        | 1:56:24,41  | 4.       |

## Északi összetett
| Versenyző      | Síugrás | Síugrás | Sífutás | Sífutás | Sífutás | Összesítés | Összesítés |
| Versenyző      | Pont    | Hely.   | Idő     | Pont    | Hely.   | Pont       | Helyezés   |
| -------------- | ------- | ------- | ------- | ------- | ------- | ---------- | ---------- |
| Gjert Andersen | 173,3   | 23.     | 52:04,8 | 187,015 | 26.     | 360,315    | 23.        |
| Kjell Åsvestad | 183,1   | 13.     | 51:36,2 | 191,305 | 23.     | 374,405    | 14.        |
| Kåre Olav Berg | 180,4   | 16.     | 50:08,9 | 204,400 | 7.      | 384,800    | 8.         |
| Henning Weid   | 181,3   | 15.     | 51:58,1 | 188,020 | 25.     | 369,320    | 19.        |

## Gyorskorcsolya
Férfi
| Versenyző             | Versenyszám | Eredmény      | Helyezés      |
| --------------------- | ----------- | ------------- | ------------- |
| Per Bjørang           | 500 m       | 39,91         | 4.            |
| Lasse Efskind         | 500 m       | 40,60         | 12.           |
| Dag Fornæss           | 1500 m      | 2:09,52       | 13.           |
| Dag Fornæss           | 10 000 m    | 15:53,33      | 13.           |
| Roar Grønvold         | 1500 m      | 2:04,26       |               |
| Roar Grønvold         | 5000 m      | 7:28,18       |               |
| Per Willy Guttormsen  | 10 000 m    | 15:48,71      | 11.           |
| Ole Christian Iversen | 500 m       | nem ért célba | nem ért célba |
| Johan Lind            | 500 m       | 41,14         | 18.           |
| Willy Olsen           | 5000 m      | 7:36,47       | 5.            |
| Sten Stensen          | 5000 m      | 7:33,39       |               |
| Sten Stensen          | 10 000 m    | 15:07,08      |               |
| Svein-Erik Stiansen   | 1500 m      | 2:08,63       | 11.           |
| Bjørn Tveter          | 1500 m      | 2:05,94       | 4.            |

Női
| Versenyző              | Versenyszám | Eredmény | Helyezés |
| ---------------------- | ----------- | -------- | -------- |
| Kirsti Biermann        | 500 m       | 46,18    | 17.      |
| Kirsti Biermann        | 1000 m      | 1:35,76  | 23.      |
| Kirsti Biermann        | 1500 m      | 2:29,94  | 23.      |
| Kirsti Biermann        | 3000 m      | 5:26,21  | 20.      |
| Lisbeth Berg           | 500 m       | 46,33    | 19.      |
| Lisbeth Berg           | 1000 m      | 1:35,56  | 22.      |
| Lisbeth Berg           | 1500 m      | 2:28,36  | 19.      |
| Sigrid Sundby-Dybedahl | 500 m       | 45,70    | 11.      |
| Sigrid Sundby-Dybedahl | 1000 m      | 1:33,13  | 9.       |
| Sigrid Sundby-Dybedahl | 1500 m      | 2:24,07  | 8.       |
| Sigrid Sundby-Dybedahl | 3000 m      | 5:07,76  | 10.      |

## Jégkorong
| Norvég férfi jégkorongcsapat-játékoskeret                                                                     | Norvég férfi jégkorongcsapat-játékoskeret                                                    | Norvég férfi jégkorongcsapat-játékoskeret                                                    |
| --- | -------------------------------------------------------------------------------------------- | -------------------------------------------------------------------------------------------- |
| - Bjørn Andreassen - Øivind Berg - Steinar Bjølbakk - Tom Christensen - Svein Haagensen - Svein Norman Hansen | - Birger Jansen - Roy Jansen - Bjørn Johansen - Jan Kinder - Thor Martinsen - Arne Mikkelsen | - Kåre Østensen - Tom Røymark - Morten Sethereng - Terje Steen - Terje Thoen - Thore Wålberg |

### Eredmények
Selejtező
| 1972. február 4. | Finnország (FIN) | 13 – 1 (3–1, 5–0, 5–0) | Norvégia | Szapporo |

|  |  |  |  |  |
|  |  |  |  |  |
|  |  |  |  |  |
|  |  |  |  |  |

A 7–11. helyért
| 1972. február 6. | Norvégia (NOR) | 5 – 2 (0–1, 3–0, 2–1) | Jugoszlávia | Szapporo |

|  |  |  |  |  |
|  |  |  |  |  |
|  |  |  |  |  |
|  |  |  |  |  |

| 1972. február 9. | NSZK (FRG) | 5 – 1 (3–0, 0–0, 2–1) | Norvégia | Szapporo |

|  |  |  |  |  |
|  |  |  |  |  |
|  |  |  |  |  |
|  |  |  |  |  |

| 1972. február 10. | Japán (JPN) | 4 – 5 (2–2, 1–2, 1–1) | Norvégia | Szapporo |

|  |  |  |  |  |
|  |  |  |  |  |
|  |  |  |  |  |
|  |  |  |  |  |

| 1972. február 12. | Svájc (SUI) | 3 – 5 (0–0, 2–1, 1–4) | Norvégia | Szapporo |

|  |  |  |  |  |
|  |  |  |  |  |
|  |  |  |  |  |
|  |  |  |  |  |

Végeredmény
| Csapat      | M | Gy | D | V | G+ | G– | Gk  | P |
| ----------- | - | -- | - | - | -- | -- | --- | - |
| NSZK        | 4 | 3  | 0 | 1 | 22 | 10 | +12 | 6 |
| Norvégia    | 4 | 3  | 0 | 1 | 16 | 14 | +2  | 6 |
| Japán       | 4 | 2  | 1 | 1 | 17 | 16 | +1  | 5 |
| Svájc       | 4 | 0  | 2 | 2 | 9  | 16 | –7  | 2 |
| Jugoszlávia | 4 | 0  | 1 | 3 | 9  | 17 | –8  | 1 |

| Csapat   | Helyezés |
| -------- | -------- |
| Norvégia | 8.       |

## Sífutás
Férfi
| Versenyző                                      | Versenyszám     | Eredmény   | Helyezés |
| ---------------------------------------------- | --------------- | ---------- | -------- |
| Oddvar Brå                                     | 15 km           | 46:25,88   | 9.       |
| Ole Ellefsæter                                 | 30 km           | 1:44:25,21 | 31.      |
| Ole Ellefsæter                                 | 50 km           | 2:46:46,94 | 10.      |
| Ivar Formo                                     | 15 km           | 46:02,68   |          |
| Johs Harviken                                  | 15 km           | 46:46,36   | 15.      |
| Johs Harviken                                  | 30 km           | 1:37:32,44 |          |
| Reidar Hjermstad                               | 50 km           | 2:44:14,51 | 4.       |
| Magne Myrmo                                    | 15 km           | 47:02,55   | 19.      |
| Magne Myrmo                                    | 30 km           | 1:42:23,40 | 21.      |
| Magne Myrmo                                    | 50 km           | 2:43:29,45 |          |
| Pål Tyldum                                     | 30 km           | 1:37:25,30 |          |
| Pål Tyldum                                     | 50 km           | 2:43:14,75 |          |
| Oddvar Brå Pål Tyldum Ivar Formo Johs Harviken | 4 × 10 km váltó | 2:04:57,06 |          |

Női
| Versenyző                             | Versenyszám    | Eredmény | Helyezés |
| ------------------------------------- | -------------- | -------- | -------- |
| Inger Aufles                          | 5 km           | 17:33,14 | 12.      |
| Inger Aufles                          | 10 km          | 36:07,08 | 12.      |
| Aslaug Dahl                           | 5 km           | 17:17,49 | 8.       |
| Aslaug Dahl                           | 10 km          | 35:18,84 | 6.       |
| Katharina Mo-Berge                    | 5 km           | 17:49,06 | 17.      |
| Katharina Mo-Berge                    | 10 km          | 37:33,16 | 29.      |
| Berit Mørdre                          | 5 km           | 17:16,79 | 7.       |
| Berit Mørdre                          | 10 km          | 36:29,43 | 14.      |
| Inger Aufles Aslaug Dahl Berit Mørdre | 3 × 5 km váltó | 49:51,49 |          |

## Síugrás
| Versenyző           | Versenyszám | 1. ugrás | 1. ugrás | 1. ugrás | 2. ugrás | 2. ugrás | 2. ugrás | Összesítés | Összesítés |
| Versenyző           | Versenyszám | Távolság | Pont     | Hely.    | Távolság | Pont     | Hely.    | Pont       | Helyezés   |
| ------------------- | ----------- | -------- | -------- | -------- | -------- | -------- | -------- | ---------- | ---------- |
| Jo Inge Bjørnebye   | Normálsánc  | 68,5     | 90,3     | 50.      | 67,0     | 83,9     | 52.      | 174,2      | 51.        |
| Jo Inge Bjørnebye   | Nagysánc    | 85,5     | 86,7     | 31.      | 81,5     | 81,1     | 36.      | 167,8      | 34.        |
| Ingolf Mork         | Normálsánc  | 78,0     | 112,0    | 14.      | 78,0     | 113,5    | 3.       | 225,5      | 4.         |
| Ingolf Mork         | Nagysánc    | 89,0     | 95,6     | 23.*     | 83,0     | 77,7     | 39.      | 173,3      | 28.        |
| Frithjof Prydz, Jr. | Normálsánc  | 80,0     | 114,2    | 9.       | 74,0     | 103,6    | 16.      | 217,8      | 11T2.      |
| Frithjof Prydz, Jr. | Nagysánc    | 85,0     | 89,0     | 29.      | 95,5     | 105,7    | 6.       | 194,7      | 15.*       |
| Nils-Per Skarseth   | Normálsánc  | 73,5     | 101,3    | 33.      | 71,0     | 96,3     | 33.      | 197,6      | 33.        |
| Bjørn Wirkola       | Nagysánc    | 93,0     | 97,7     | 17.      | 74,5     | 64,8     | 49.      | 162,5      | 37.*       |

* - egy másik versenyzővel azonos eredményt ért el

## Szánkó
| Versenyző                       | Versenyszám | 1. futam | 1. futam | 2. futam | 2. futam | 3. futam | 3. futam | 4. futam | 4. futam | Összesítés | Összesítés |
| Versenyző                       | Versenyszám | Idő      | Hely.    | Idő      | Hely.    | Idő      | Hely.    | Idő      | Hely.    | Idő        | Helyezés   |
| ------------------------------- | ----------- | -------- | -------- | -------- | -------- | -------- | -------- | -------- | -------- | ---------- | ---------- |
| Bjørn Dyrdahl                   | Férfi egyes | 54,73    | 25.      | 55,13    | 31.      | 54,67    | 36.      | 53,52    | 24.      | 3:38,05    | 30.        |
| Stephen Sinding                 | Férfi egyes | 54,98    | 27.      | 54,05    | 19.      | 53,19    | 20.      | 53,19    | 19.      | 3:35,41    | 22.        |
| Christian Strøm                 | Férfi egyes | 53,79    | 13.      | 53,68    | 16.      | 52,46    | 12.      | 53,08    | 17.      | 3:33,01    | 14.        |
| Christian Strøm Stephen Sinding | Kettes      | 45,81    | 14.      | 46,25    | 16.      |          |          |          |          | 1:32,06    | 14.        |